# Shoagierzwaluw
De shoagierzwaluw (Schoutedenapus myoptilus ook wel Apus myoptilus) is een vogel uit de familie gierzwaluwen (Apodidae) die plaatselijk voorkomt in berggebieden in Oost- en Midden-Afrika.

## Beschrijving
De Shoagierzwaluw is 17 cm lang, donkergrijsbruin gekleurd, lijkt in vlucht helemaal zwart en heeft een sterk gevorkte staart.

## Leefgebied
De Shoagierzwaluw komt voor in de berggebieden en wordt zelden op lagere hoogten gezien, alleen na hevig onweer.
De soort telt drie ondersoorten:
- S. m. myoptilus: van Ethiopië tot Zimbabwe.
- S. m. poensis: Bioko in de Golf van Guinee.
- S. m. chapini: oostelijk Congo-Kinshasa, Rwanda en zuidwestelijk Oeganda. Inclusief Schoutedens gierzwaluw

## Status
Er is weinig over deze gierzwaluw bekend, maar omdat de vogel een verspreiding heeft over een groot en lastig toegankelijk deel van Afrika, wordt niet gevreesd voor het voortbestaan. De vogel staat daarom op de internationale Rode Lijst van de IUCN niet bedreigd.